# Aéroport d'Arkalyk
L’aéroport d'Arkalyk (russe : Aэропорт Аркалык) (code IATA : AYK • code OACI : UAUR) est un aéroport desservant la ville d'Arkalyk au Kazakhstan.

## Carte
| \| 100 km1:25 028 000 \| Turkestan Aktaou Aktioubé Almaty Astana Atyraw Balkhach Chimkent Jezkazgan Kökşetaw Kostanaï Kyzylorda Öskemen Ourdchar Oucharal Oural Pavlodar Petropavl Sary-Arka Semeï Taldykourgan Taraz |
| 100 km1:25 028 000 |